# GX-19N 코로나19 백신
GX-19N 코로나19 백신은 대한민국 제넥신에서 개발한 코로나19 백신 후보물질로 현재 2/3상 단계에 있다.

## 개요
제넥신, 바이넥스, 국제백신연구소, 한국과학기술원, 포항공과대학교 이렇게 6개의 회사 및 연구기관이 컨소시엄을 이루어 개발 중인 백신이다.
본래는 GX-19로 개발 중이었지만, 변이 바이러스 대비 빛 후발주자로서의 경쟁력 강화를 위해 후보물질을 변경하며 GX-19의 임상 1상을 종료하고 GX-19N을 처음부터 다시 시작한다.
국내 최초의 DNA 방식의 백신이다. 기존 GX-19에서 사용한 스파이크 단백질 항원과 함께 뉴클리오캡시드 항원을 추가로 적용했다. 뉴클리오캡시드 항원은 스파이크 단백질 항원보다 서열 보존성이 매우 높다. 그래서 스파이크 단백질에서 발생한 변이로 인해 스파이크 단백질을 공격하는 항체가 먹히지 않아도, 뉴클리오캡시드 항원을 공격하는 항체가 대신 작동하여 효과를 발휘할 수 있다.
기존의 주사기 백신과 달리, 전압 80V의 전기천공기를 이용해서 주사를 투입한다. 본래 GX-19는 120V 전기천공기를 사용하지만, GX-19N은 80V 휴대용 전기천공기를 사용한다. DNA 백신은 그 특성상 세포 내에 잘 전달이 되지 않는 단점이 있어서, 전기적 자극을 통해 세포에 일시적으로 매우 미세한 구멍을 내어 접종한다. 총 2회 투여되며, 1회 투여량 0.75mL이다. 20~25°C에서 3개월 이상 보관해도 효력이 유지된다. 임상시험/긴급승인 후 추적역학이 진행중인 백신 중 몇 안 되는 상온 보관 백신이라 볼 수 있다.

## 접종
2021년 8월 30일 시노팜 BBIBP-CorV 코로나19 백신, 시노백 코로나19 백신 부스터샷 용으로 전환되었다.